# Estação Catete
A Estação Catete é uma estação da Zona Sul do metrô do Rio de Janeiro localizada entre o Palácio do Catete e o que sobrou do casario antigo da rua que leva o nome do bairro. Foi inaugurada em 18 de setembro de 1981.
A estação tem fluxo diário médio de cerca de 20 mil pessoas. É acessível a pessoas com deficiência e possui um bicicletário.
Possui três acessos: 
- Acesso A - Rua do Catete
- Acesso B - Palácio do Catete
- Acesso C - Rua Silveira Martins (Acesso apenas de saída)

## Tabelas
| Oeste ou norte                  |  |         |  | Leste ou Sul                                    |
| ------------------------------- |  | ------- |  | ----------------------------------------------- |
| Glória sentido Uruguai / Tijuca |  | Linha 1 |  | Largo do Machado sentido General Osório/Ipanema |
| Glória sentido Pavuna           |  | Linha 2 |  | Largo do Machado sentido Botafogo / Coca-Cola   |
| editar no Wikidata              |  |         |  |                                                 |

| Sigla | Estação | Inauguração | Capacidade                   | Integração | Plataformas | Posição     | Notas            |
| ----- | ------- | ----------- | ---------------------------- | ---------- | ----------- | ----------- | ---------------- |
| CTT   | Catete  | 1981        | 20 mil passageiros hora/pico |            | Laterais    | Subterrânea | Estação em curva |